# Grease (singolo)
Grease è una canzone utilizzata per la colonna sonora del film Grease, basato sull'omonimo musical.
La canzone, scritta da Barry Gibb dei Bee Gees, nel film era cantata da Frankie Valli, e fu inserita nell'album contenente la colonna sonora del film come primo brano, e ripresa poi nell'ultima traccia. Il singolo arrivò alla vetta della Billboard Hot 100 il 26 agosto 1978 per due settimane.

## Cover
Grease fu oggetto di cover da parte del gruppo rock Dog Fashion Disco che la inclusero come bonus track nel loro album Committed to a Bright Future e del gruppo Girls Aloud che ne hanno registrato una cover nell'album Jump (for My Love). Anche i Bee Gees la hanno spesso interpretata dal vivo.
Inoltre la canzone è stata campionata nel brano I Want You di Paris Hilton sull'album Paris, oltre che nel brano Rock The Party dei 5ive nel 2001. Parte della canzone è stata inserita in Joints & Jam, un singolo del 1998 dei Black Eyed Peas.

## Tracce
1. Grease – 3:21
2. Grease (strumentale) – 3:21

## Classifiche
| Classifica (1978) | Posizione più alta |
| ----------------- | ------------------ |
| Svizzera          | 7                  |
| Svezia            | 6                  |
| Paesi Bassi       | 3                  |
| Norvegia          | 2                  |
| Nuova Zelanda     | 2                  |
| Billboard Hot 100 | 1                  |